# Discografia de Rise Against
A discografia da banda Rise Against, consiste em oito álbuns de estúdio, dois EP, uma demo, um álbum split, duas coletâneas, um DVD, dez vídeoclipes, dezenove singles, quinze b-sides e cinco banda sonoras.

## Álbuns de estúdio
| Ano                        | Detalhes | Posições | Posições | Posições | Posições | Posições | Posições | Posições | Posições | Certificações (vendas)                 |
| Ano                        | Detalhes | EUA      | UK       | CAN      | AUS      | NZ       | AUT      | SUI      | ALE      | Certificações (vendas)                 |
| -------------------------- | --- | -------- | -------- | -------- | -------- | -------- | -------- | -------- | -------- | -------------------------------------- |
| 2001                       | The Unraveling - Lançamento: 24 de Abril de 2001 - Gravadora: Fat Wreck Chords - Formato: CD, LP, DD                   | 143      | 100      | 98       | 150      | —        | 188      | 192      | 101      | - Ouro - Ouro - Prata                  |
| 2003                       | Revolutions Per Minute - Lançamento: 8 de Abril de 2003 - Gravadora: Fat Wreck Chords - Formato: CD, LP, DD            | 130      | 65       | 70       | 19       | 76       | 102      | 40       | 50       | - Ouro - Ouro                          |
| 2004                       | Siren Song of the Counter Culture - Lançamento: 10 de Agosto de 2004 - Gravadora: Geffen Records - Formato: CD, LP, DD | 100      | 70       | 30       | 27       | 53       | 33       | 88       | 12       | - Platina - Platina - Platina - Ouro   |
| 2006                       | The Sufferer & The Witness - Lançamento: 4 de Julho de 2006 - Gravadora: Geffen Records - Formato: CD, LP, DD          | 10       | 171      | 5        | 21       | 10       | 75       | 98       | 8        | - 3× Platina - 4× Platina              |
| 2008                       | Appeal to Reason - Lançamento: 7 de Outubro de 2008 - Gravadora: Geffen Records - Formato: CD, LP, DD                  | 3        | 68       | 1        | 7        | 34       | 34       | 44       | 21       | - 3× Ouro                              |
| 2011                       | Endgame - Lançamento: 15 de Março de 2011 - Gravadora: DGC/Interscope - Formato: CD, LP, DD                            | 2        | 27       | 1        | 2        | 6        | 23       | —        | 6        | - 5× Platina - 3× Platina - 4× Platina |
| 2014                       | The Black Market - Lançamento: 1 de Janeiro de 2014 - Gravadora: Insterscope Records - Formato: CD, LP, DD             | 3        | 13       | 1        | 3        | 6        | 3        | 5        | 1        | - CAN: Ouro - ALE: Ouro                |
| 2017                       | Wolves - Lançamento: 9 de Junho de 2017 - Gravadora: Virgin Records - Formato: CD, LP, DD                              | 9        | 38       | 3        | 5        | 20       | 5        | 11       | 5        |                                        |
| "—" não chegou às tabelas. | |          |          |          |          |          |          |          |          |                                        |

## Coletâneas
| Ano  | Detalhes |
| ---- | --- |
| 2013 | Long Forgotten Songs: B-Sides & Covers 2000–2013 - Lançamento: 10 de Setembro de 2013 - Gravadora: - Formato: CD, LP, CC, DD |
| 2018 | The Ghost Note Symphonies, Vol. 1 - Lançamento: 27 de Julho de 2018 - Gravadora: Virgin Records - Formato: CD, LP, DD        |

## EP
| Ano  | Detalhes                                                                                                   |
| ---- | --- |
| 2007 | This Is Noise - Lançamento: 3 de Julho de 2007 - Gravadora: Geffen Records                                 |
| 2009 | Self-Titled - Lançamento: 12 de Maio de 2009 - Gravadora: Fat Wreck Chords - Formato: LP (Edição limitada) |

## Split
| Ano  | Detalhes |
| ---- | --- |
| 2009 | Rise Against / Anti-Flag - Lançamento: 17 de Fevereiro de 2009 - Gravadora: DGC Records - Formato: LP (Edição limitada) - Split com: Anti-Flag |

## Demo
| Ano  | Detalhes                                                                     |
| ---- | ---------------------------------------------------------------------------- |
| 2000 | Transistor Revolt - Lançamento: 2000 - Gravadora: Independente - Formato: CS |

## Singles
| Ano                        | Título                                | Posições | Posições | Posições | Posições | Posições | Posições | RIAA | Álbum                             |
| Ano                        | Título                                | EUA      | EUA Pop  | EUA Alt  | EUA Main | EUA Rock | CAN      | RIAA | Álbum                             |
| -------------------------- | ------------------------------------- | -------- | -------- | -------- | -------- | -------- | -------- | ---- | --------------------------------- |
| 2003                       | "Like the Angel"                      | —        | —        | —        | —        | —        | —        |      | Revolutions Per Minute            |
| 2003                       | "Heaven Knows"                        | —        | —        | —        | —        | —        | —        |      | Revolutions Per Minute            |
| 2004                       | "Give It All"                         | 73       | 51       | 37       | 60       | —        | 12       |      | Siren Song of the Counter Culture |
| 2005                       | "Swing Life Away"                     | 117      | 95       | 12       | 40       | 13       | 5        |      | Siren Song of the Counter Culture |
| 2005                       | "Life Less Frightening"               | —        | —        | 33       | —        | —        | —        |      | Siren Song of the Counter Culture |
| 2005                       | "Paper Wings"                         | 12       | 3        | 5        | 12       | 20       | —        |      | Siren Song of the Counter Culture |
| 2006                       | "Ready to Fall"                       | 33       | 82       | 13       | —        | 10       | 8        |      | The Sufferer & The Witness        |
| 2006                       | "Prayer of the Refugee"               | —        | —        | 7        | —        | —        | —        | Ouro | The Sufferer & The Witness        |
| 2007                       | "The Good Left Undone"                | —        | —        | 6        | —        | —        | —        |      | The Sufferer & The Witness        |
| 2007                       | "Behind Closed Doors"                 | —        | —        | —        | —        | —        | —        |      | The Sufferer & The Witness        |
| 2008                       | "The Approaching Curve"               | —        | —        | —        | —        | —        | —        |      | The Sufferer & The Witness        |
| 2008                       | "Re-Education (Through Labor)"        | 112      | —        | 3        | 22       | —        | 63       |      | Appeal to Reason                  |
| 2009                       | "Audience of One"                     | —        | —        | 4        | —        | 16       | 59       |      | Appeal to Reason                  |
| 2009                       | "Savior"                              | 102      | —        | 3        | 22       | 7        | 68       | Ouro | Appeal to Reason                  |
| 2011                       | "Help Is on the Way"                  | 89       | —        | 3        | 16       | 3        | 45       |      | Endgame                           |
| 2011                       | "Architects"                          | 119      | —        | —        | —        | —        | —        |      | Endgame                           |
| 2011                       | "Make It Stop (September's Children)" | —        | —        | 25       | —        | 35       | —        |      | Endgame                           |
| 2011                       | "Satellite"                           | —        | —        | 7        | 19       | 9        | —        |      | Endgame                           |
| 2014                       | "I Don't Want to Be Here Anymore"     | —        |          | 13       | 5        | 21       | 92       |      | The Black Market                  |
| 2014                       | "Tragedy + Time"                      | —        |          | 26       | 28       | —        | —        |      | The Black Market                  |
| 2017                       | "The Violence"                        | —        |          | 15       | 2        | 26       | —        |      | Wolves                            |
| 2018                       | "House on Fire"                       | —        |          | 15       | 8        | 35       | —        |      | Wolves                            |
| "—" não chegou às tabelas. |                                       |          |          |          |          |          |          |      |                                   |

### Outras músicas nas paradas
| Ano  | Single        | Posições | Posições | Posições  | Álbum            |
| Ano  | Single        | SUE      | EUA Mod. | EUA Main. | Álbum            |
| ---- | ------------- | -------- | -------- | --------- | ---------------- |
| 2009 | "Hero of War" | 14       | —        | —         | Appeal to Reason |

## Álbuns vídeo
| Ano  | Detalhes                                                                                       |
| ---- | ---------------------------------------------------------------------------------------------- |
| 2006 | Generation Lost - Lançamento: 5 de Dezembro de 2006 - Gravadora: Geffen Records - Formato: DVD |

## B-Sides
- "Join The Ranks" (segunda versão) do álbum Fat Music Vol. 5: Live Fat, Die Young (2001)
- "Generation Lost" do álbum Fat Music Vol. 6: Uncontrollable Fatulence (2002)
- "Obstructed View" do álbum Your Scene Sucks (2002) e do Álbum Siren Song of The Counter Culture edição especial (2004)
- "Swing Life Away" (primeira versão) do álbum Punk Goes Acoustic (2003)
- "Gethsamane" do álbum OIL Chicago Punk Refined (2003)
- "Give It All" (primeira versão) do álbum Rock Against Bush Vol.1 (2004)
- "Fix Me" (cover de Black Flag) do álbum Siren Song of The Counter Culture edição especial japonesa (2004) e Tony Hawk's American Wasteland OST (2005)
- "Nervous Breakdown" (cover de Black Flag) da trilha sonora do filme Os Reis de Dogtown (2005)
- "Obstructed View" (segunda versão) da trilha sonora do seriado americano Masters of Horror (2005)
- "Everchanging" (versão acústica) do álbum Warped Tour 2006 Compilation
- "Paper Wings" (ao vivo) de uma edição especial do álbum The Sufferer & The Witness (2006)
- "Built To Last" (cover de Sick of It All) de uma edição especial europeia do álbum The Sufferer & The Witness (2006)
- "Boy's No Good" (cover de Lifetime) de uma edição especial européia do álbum The Sufferer & The Witness (2006)
- "But Tonight We Dance" de uma edição especial em LP do álbum The Sufferer & The Witness (2006)
- "Savior" do álbum Appeal To Reason (2009)